# Liste der Kulturdenkmale in Dobitschen
In der Liste der Kulturdenkmale in Dobitschen sind die Kulturdenkmale der ostthüringischen Gemeinde Dobitschen im Landkreis Altenburger Land und ihrer Ortsteile aufgelistet. Diese Liste basiert auf der Denkmalliste der Unteren Denkmalschutzbehörde des Landkreises mit Stand vom 10. August 2015. Die hier veröffentlichte Liste besitzt informativen Charakter und ist nicht rechtsverbindlich. Insbesondere können in Einzelfällen auch Objekte Kulturdenkmal sein, die (noch) nicht in der Liste enthalten sind.

## Dobitschen
| Bild                                    | Bezeichnung                                              | Lage                                             | Datierung | Beschreibung                                                                             | ID |
| --------------------------------------- | -------------------------------------------------------- | ------------------------------------------------ | --------- | ---------------------------------------------------------------------------------------- | -- |
| weitere Bilder Fotos hochladen          | Wasserschloss mit Park und Graben                        | Bahnhofstraße 9 (Karte)                          |           | 1696                                                                                     |    |
| BW                                      | Schulgebäude                                             | Bahnhofstraße 13 (Karte)                         |           |                                                                                          |    |
| BW                                      | Pfarrhof                                                 | Bahnhofstraße 17 (Karte)                         |           | Wohnhaus mit Toranlage, Nebengebäude, Scheune im 19. Jahrhundert abgebrochen             |    |
| BW                                      | Kornhaus                                                 | Bahnhofstraße 36 (Karte)                         |           |                                                                                          |    |
| weitere Bilder Fotos hochladen          | Speicher und Bahnhof                                     | Bahnhofstraße 36 Oberkossa, Am Bahnhof 4 (Karte) |           | Bahnhof Dobitschen, Empfangsgebäude und Güterschuppen                                    |    |
| weitere Bilder Fotos hochladen          | Kirche mit Ausstattung, Kirchhof und Einfriedung (Mauer) | Teichstraße (Karte)                              |           |                                                                                          |    |
| Direkt Bild zu diesem Denkmal hochladen | Gefallenendenkmal                                        | Teichstraße (Kirche)                             |           | vom Altenburger Baurat Wanckel, 1921; 1914–1918, Postament mit eisernem Kreuz, Inschrift |    |

## Meucha
| Bild                                    | Bezeichnung    | Lage                          | Datierung | Beschreibung                           | ID |
| --------------------------------------- | -------------- | ----------------------------- | --------- | -------------------------------------- | -- |
| Direkt Bild zu diesem Denkmal hochladen | Wegweiserstein | Meucha (südöstlich des Ortes) |           | Weggabelung Drogen, Meucha, Kertschütz |    |
| BW                                      | Vierseithof    | Meucha 1 (Karte)              |           |                                        |    |

## Rolika
| Bild | Bezeichnung | Lage             | Datierung | Beschreibung                                             | ID |
| ---- | ----------- | ---------------- | --------- | -------------------------------------------------------- | -- |
| BW   | Gebäude     | Rolika 1 (Karte) |           | Pferdestall oder Wohnhaus eines ehemaligen Vierseithofes |    |